# Bisidmonea
Bisidmonea is een monotypisch geslacht van mosdiertjes uit de familie van de Entalophoridae en de orde Cyclostomatida. De wetenschappelijke naam ervan werd in 1853 voor het eerst geldig gepubliceerd door Alcide d’Orbigny.

## Soort
- Bisidmonea azorica Brood, 1970